# Ernest Kavanagh

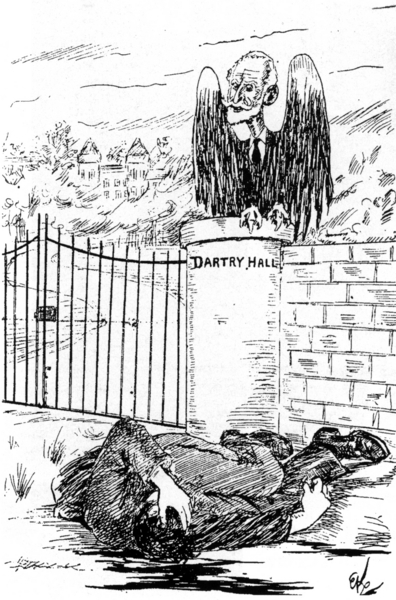
William Martin Murphy als Demon of Death, erschienen am 6. September 1913 im Irish Worker

Ernest Kavanagh (auch Cavanagh; * 1884 in Dublin; † 25. April 1916 ebenda) war ein irischer Karikaturist.

## Leben
Seine Karikaturen mit den Initialen EK wurden in The Irish Worker, dem Organ der von James Larkin geführten Irish Transport and General Workers’ Union, veröffentlicht. Er zeichnete Cartoons, die neben Gedichten seiner Schwester Maeve Cavanagh McDowell veröffentlicht wurden. Mit seinen Cartoons griff er Themen wie Dublin Lockout, Publizistische Einheit und Frauenwahlrecht auf. Seine Werke wurden im monatlichen erscheinenden Irish Citizen, in FIANNA und Irish Freedom veröffentlicht.
Er wohnte in der Oxford Road, Ranelagh (Dublin), war Angestellter und in der Irish Transport and General Workers’ Union organisiert.
Als Nichtkombattant wurde er während des Osteraufstands von einem Projektil auf der Treppe der Liberty Hall, dem Sitz der Services, Industrial, Professional and Technical Union (SIPTU), getötet.

### Parlamentarische Anfrage
Auf Anfrage des Politikers Arthur Lynch (Irish Parliamentary Party), MP für West Clare, vom 13. Juli 1916 erklärte der Innenminister:

„Meine Information ist, dass Ernest Cavanagh versehentlich von einem Mitglied der Citizen Army erschossen wurde, und ich habe nicht die Absicht, eine Untersuchung in dieser Angelegenheit einzuleiten.“

## Veröffentlichungen
- Cartoons the Redmond-O’Brien Press Gang, 1917[7]